# Falcon Heights (Oregon)
Falcon Heights az Amerikai Egyesült Államok északnyugati részén, Oregon állam Klamath megyéjében, az Old Midland Road mentén elhelyezkedő statisztikai település. A 2020. évi népszámláláskor 680 lakosa volt.
A zárt település eredetileg a légierő Kingsley repülőtéren szolgáló katonáinak elszállásolására jött létre. A 48 hektáros területet 1997-ben egy Klamath Falls-i cég megvásárolta és a lakásokat egyesével értékesítette.

## Fordítás
- Ez a szócikk részben vagy egészben  a   Falcon Heights, Oregon című angol Wikipédia-szócikk ezen változatának fordításán alapul.  Az eredeti cikk szerkesztőit annak laptörténete sorolja fel. Ez a jelzés csupán a megfogalmazás eredetét és a szerzői jogokat jelzi, nem szolgál a cikkben szereplő információk forrásmegjelöléseként.